# Tau Pegasi
Tau Pegasi (τ Peg / 62 Pegasi / HD 220061) es una estrella en la constelación de Pegaso de magnitud aparente +4,60.
Ocasionalmente es conocida como Salm.
Está situada a 167 años luz de distancia del sistema solar.
Tau Pegasi es una estrella blanca de la secuencia principal de tipo espectral A5V. Tiene una temperatura efectiva de 7655 K y una luminosidad 36 veces superior a la del Sol.
Con un diámetro un 50 % más grande que el diámetro solar,
rota a gran velocidad, siendo su velocidad de rotación igual o mayor de 149 km/s.
Posee una masa de 2,14 masas solares y ha consumido el 86 % de su tiempo dentro de la secuencia principal.
Tau Pegasi es una estrella químicamente peculiar —a veces considerada una estrella Lambda Bootis— cuyo contenido metálico es distinto del encontrado en el Sol.
Frente a algunos elementos como carbono, oxígeno o silicio cuya abundancia relativa es comparable a la solar, otros presentan abundancias que claramente difieren de los valores solares.
Escandio, itrio y sobre todo sodio —3 veces más abundante que en el Sol— muestran valores muy por encima de los solares; en el otro extremo, titanio, cromo y níquel son deficitarios respecto a nuestra estrella.
Por otra parte, Tau Pegasi es una variable del tipo Delta Scuti con una pequeña variación de brillo de 0,02 magnitudes a lo largo de un ciclo de 0,05433 días.